# Gennadi Koezmin
Gennadi Pavlovitsj Koezmin, (Russisch: Геннадий Павлович Кузьмин) (Mariinsk, 19 januari 1946 – Loehansk, 28 februari 2020) was een Russisch schaker en trainer. Zijn beste niveau had hij begin en midden jaren 70.
In 1973 werd Koezmin FIDE grootmeester (GM). Hij speelde tussen 1965 en 1991 elf keer mee in toernooien om het kampioenschap van de USSR; in 1972 in Bakoe werd hij derde, onder Mikhail Tal en Vladimir Tukmakov; zijn beste resultaat was een tweede plaats in Moskou, onder Boris Spasski, in 1973. Met zijn resultaat in 1972 kwalificeerde hij zich voor het interzonetoernooi in Leningrad in 1973, waar hij 7e werd (van 18 spelers). In 1973 eindigde hij in het toernooi van Hastings op de eerste plaats; hij won in 1981 het toernooi van Dortmund. In het Dubai open in 2002 eindigde hij op een gedeelde tweede plaats.
In 1976 ontving hij een invitatie voor het interzonetoernooi in Biel, maar hij trok zich terug. Een tweede keer nam hij deel in Riga in 1979, waar hij finishte in de bovenste helft van het deelnemersveld.
In 1973/74 werd hij gedeeld eerste in Hastings, met László Szabó, Tal en Jan Timman. Hij won de volgende toernooien: Bakoe 1977, Tallinn 1979, Kladovo 1980, Dortmund 1981 (gedeeld met Jon Speelman en Ľubomír Ftáčnik) en Bangalore 1981. Andere sterke resultaten waren: Lviv 1978, gedeeld derde onder Yuri Balashov en Rafael Vaganian; Tallinn 1985, tweede onder Sergej Dolmatov. In 1990 was hij blitzkampioen van Moskou.
In dertig jaar was hij drie keer nationaal kampioen van Oekraïne: in 1969 in Ivano-Frankivsk (gedeeld met Vladimir Savon), in 1989 in Cherson (gedeeld met Igor Novikov) en in 1999 werd hij gedeeld kampioen in Alushta.
|   | Platonov vs. Koezmin (USSR Kampioenschap 1970) |    |    |    |    |    |    |    |
| 8 |                                                |    | rd |    |    |    | kd | rd |
| 7 | rl                                             |    |    |    | bl | pd |    |    |
| 6 |                                                |    |    |    |    |    |    | pd |
| 5 |                                                |    |    |    |    | qd |    |    |
| 4 |                                                |    |    | pd |    | bd |    |    |
| 3 |                                                | pl |    |    |    | ql |    |    |
| 2 |                                                | pl |    |    |    | pl | pl | pl |
| 1 |                                                |    |    | kl | rl |    |    |    |
|   | a                                              | b  | c  | d  | e  | f  | g  | h  |
|   | slotstelling, na 24... Tc8                     |    |    |    |    |    |    |    |

Bij de 21e Schaakolympiade, in 1974 gehouden in Nice, speelde hij aan het reservebord van het team van de Sovjet-Unie; het team won de gouden medaille en Koezmin won een individuele bronzen medaille (+10 =5 -0).
Gennadi Koezmin was een schaaktrainer in Oekraïne. Hij hielp, samen met Yuri Kruppa, Kateryna Lahno om de jongste damesgrootmeester te worden. Hij trainde ook Ruslan Ponomariov toen deze de jongste FIDE-wereldkampioen in de geschiedenis werd, op een leeftijd van 18 jaar en 104 dagen. Ook runde hij een schaakschool op de officiële website van de Oekraïense Schaakfederatie, waar spelers worden uitgenodigd om in een groep of individueel een studie-sessie bij te wonen.
Koezmin schreef het schaakboek Chess University.

## Partij
Hier volgt de partij Platonov - Koezmin, gespeeld in het kampioenschap van de USSR in 1970:
(schaakopening Siciliaans, Eco-code B 57)

1.e4 c5 2.Pf3 d6 3.d4 cxd4 4.Pxd4 Pf6 5.Pc3 Pc6 6.Lc4 e5 7.Pf5 Le6 8.Lb3 Dd7 9.Lg5 Pxe4 10.Pxg7+ Lxg7 11.Pxe4 Lxb3 12.Pxd6+ Kf8 13.axb3 Pd4 14.c3 Dxd6 15.cxd4 Dg6 16.Dd2 h6 17.Db4+ Kg8 18.Dxb7 Te8 19.Le7 De6 20.Txa7 exd4+ 21.Kd2 Le5 22.Te1 Df5 23.Df3 Lf4+ 24.Kd1 Tc8 (0-1) (diagram). 